# Punto di non ritorno - Before the Flood
Punto di non ritorno - Before the Flood (Before the Flood) è un documentario del 2016 diretto da Fisher Stevens sul cambiamento climatico.

## Trama
Leonardo DiCaprio discute con le più importanti personalità del pianeta sul cambiamento climatico che sta colpendo la Terra. Facendoci riflettere sul bisogno di fare qualcosa di concreto per il nostro pianeta. Attraversando la nostra terra dall'Antartide osservando lo scioglimento dei ghiacciai, fino all' Indonesia per osservare il peso della deforestazione, arrivando in California con i suoi fenomeni climatici estremi fino alle Maldive,dove già si sono dovuti fare degli spostamenti per permettere alle persone di non rimanere allagate.

## Distribuzione
La pellicola è stata presentata al Toronto International Film Festival il 9 settembre 2016 ed è stata distribuita in un numero limitato di sale negli Stati Uniti a partire dal 21 ottobre 2016.
Il 9 settembre 2016, al Toronto International Film Festival, DiCaprio annuncia che il documentario debutterà in televisione sul canale National Geographic Channel il 31 ottobre 2016. In Italia è stato trasmesso il giorno prima, il 30 ottobre, sempre su National Geographic Channel.

### Divieti
Il documentario ha ottenuto in rating PG dalla MMPA, cioè vietato ai minori di 10 anni, per la presenza di "elementi climatici, immagini di nudità artistica, linguaggio non adatto e fumo inquinante".

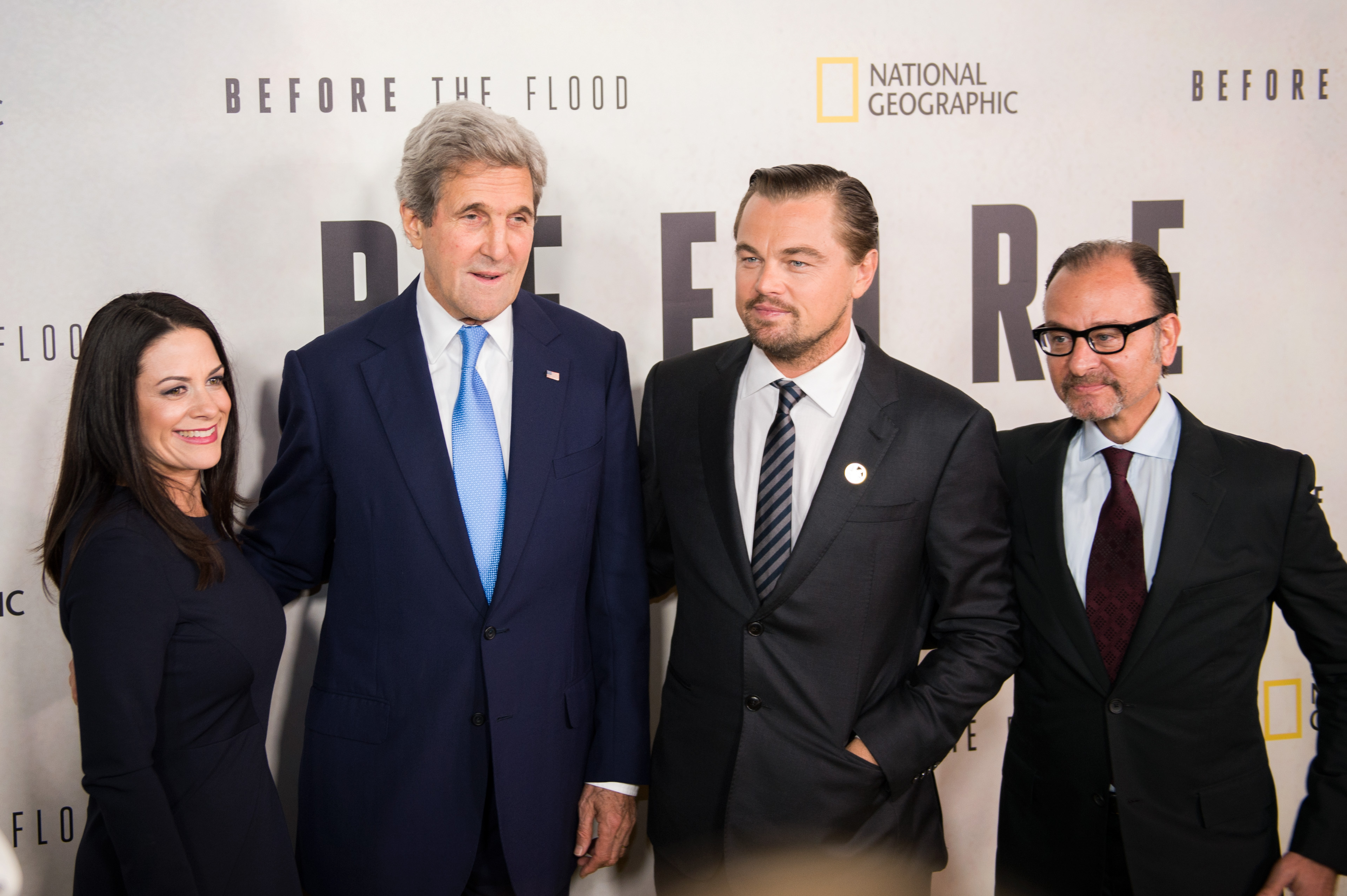
John Kerry, Leonardo DiCaprio e Fisher Stevens alla proiezione del 20 ottobre 2016 a New York
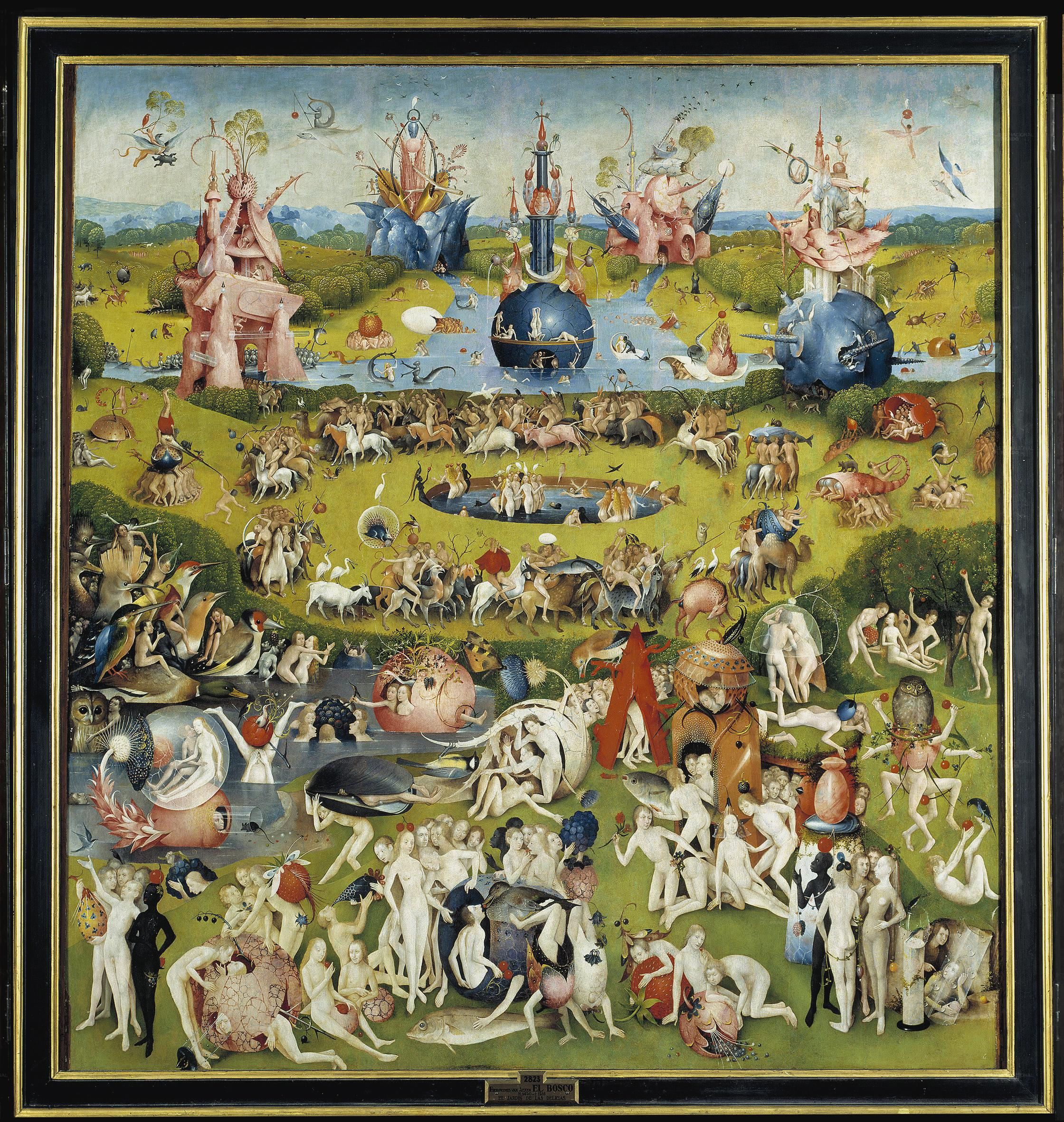
Il film si apre con il trittico Giardino delle delizie di Hieronymus Bosch
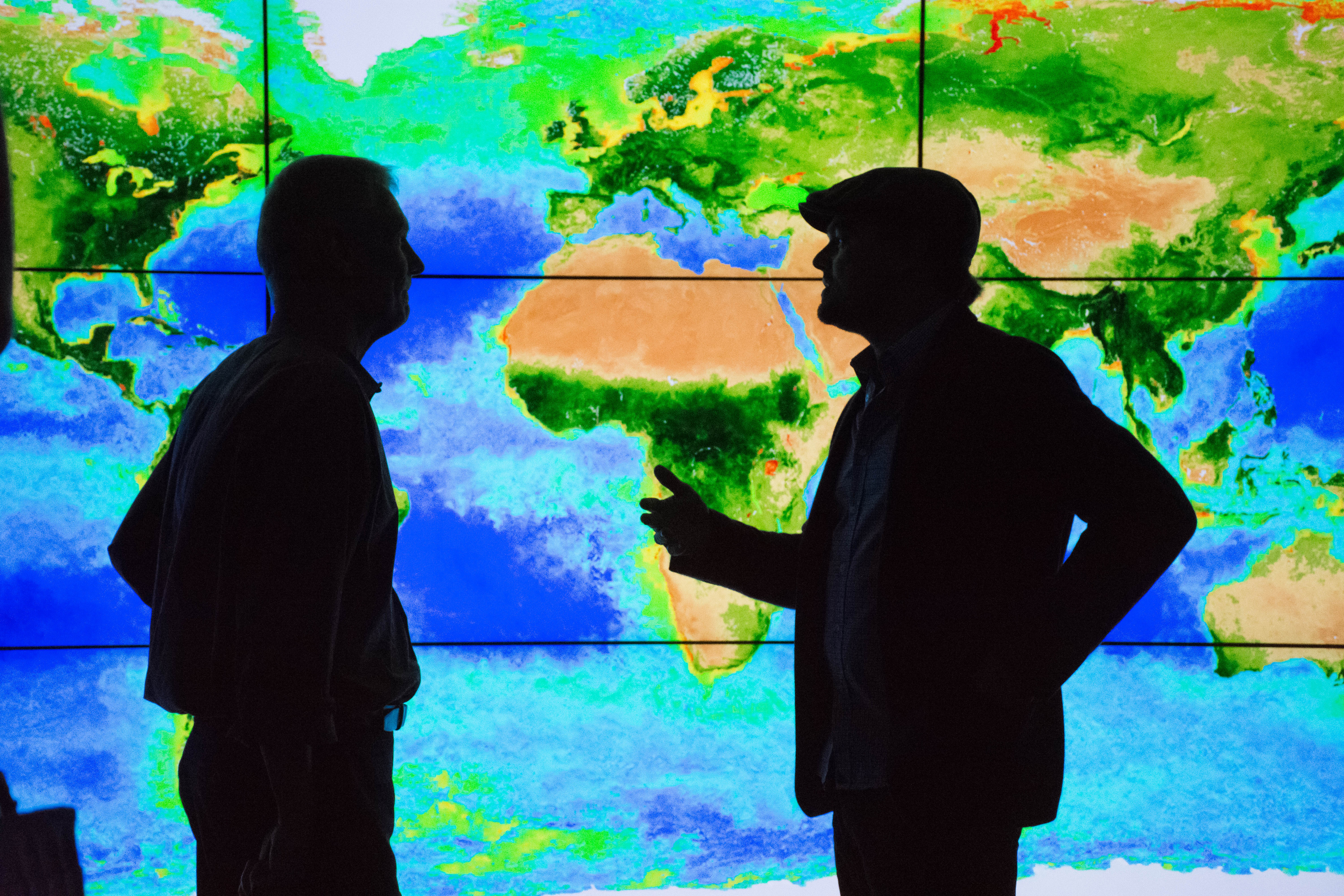
Piers Sellers analizza con DiCaprio un modello di simulazioni climatiche della Terra realizzato alla NASA
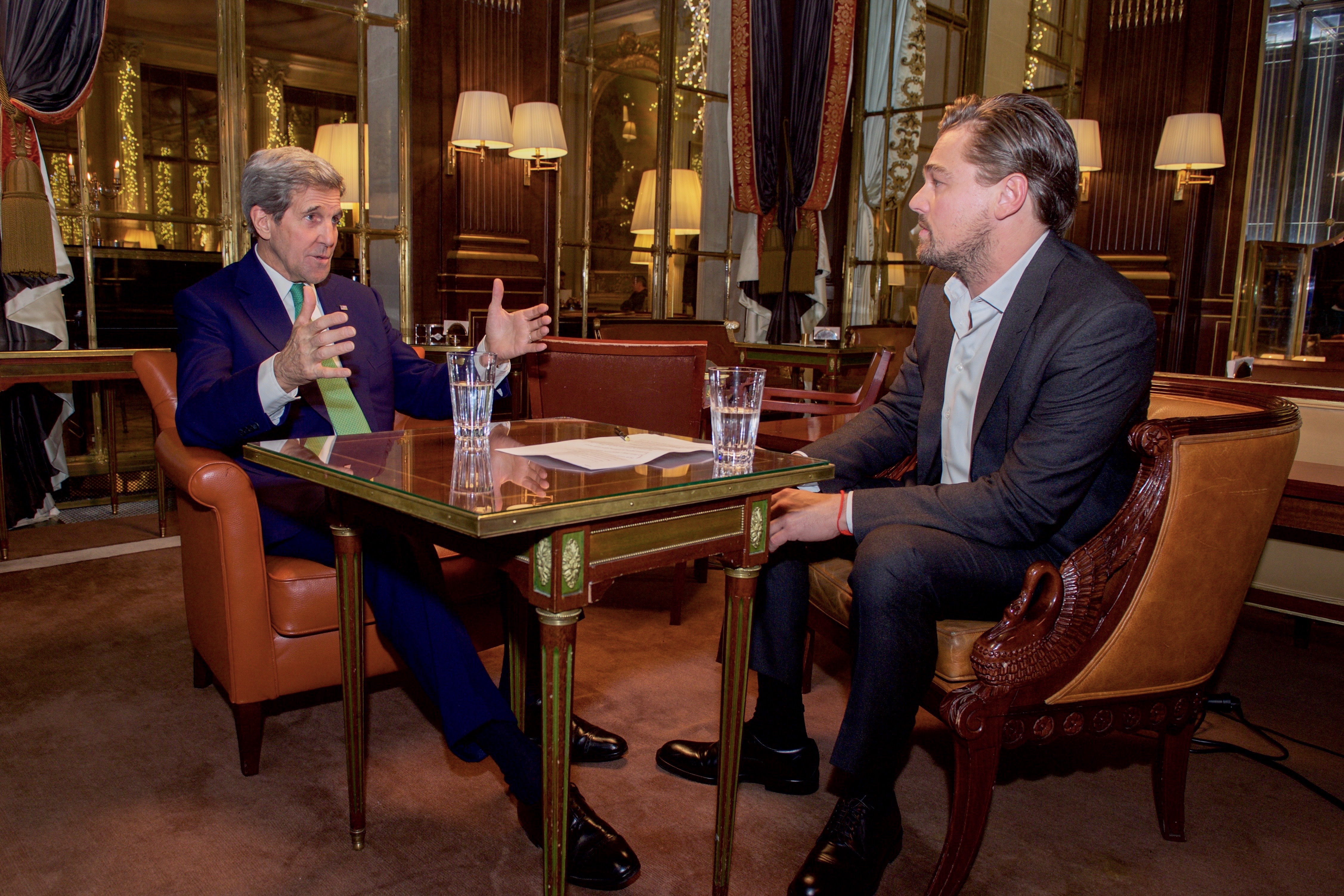
DiCaprio intervista John Kerry durante il COP 21 di Parigi

## Riconoscimenti
- 2016 – Toronto International Film Festival
  - Terzo posto People's Choice Award
- 2016 – Evening Standard British Film Awards[6]
  - Miglior documentario
- 2016 – Hollywood Film Awards[7]
  - Miglior documentario dell'anno
- 2016 – Hollywood Music in Media Awards[8]
  - Miglior brano in un documentario (A Minute to Breathe scritto ed eseguito da Trent Reznor e Atticus Ross)
  - Candidatura per la miglior colonna sonora originale in un documentario a Trent Reznor, Atticus Ross, Gustavo Santaolalla e Mogwai
- 2016 – Critics' Choice Documentary Awards
  - Candidatura per il miglior regista di un documentario a Fisher Stevens
  - Candidatura per il miglior documentario
- 2017 - Evening Standard British Film Awards
  - Miglior documentario